# Ординец, Филипп Михайлович
Филипп Михайлович Ординец (1888 — 1938) — регент, мученик, местночтимый святой Украинской Православной Церкви.

## Биография
Родился 1 июня 1888 года в Мирополье Курской губернии.
Проживал в Харькове с женой и четырьмя детьми. Был регентом в Никольской церкви на Лысой горе. В марте 1938 года арестован и приговорен к расстрелу. Расстрелян 15 апреля 1938 года в Харькове.

## Канонизация
22 июня 1993 года Определением Священного Синода Украинской Православной Церкви принято решение о местной канонизации подвижника в Харьковской епархии, в Соборе новомучеников и исповедников Слободского края (день памяти – 19 мая (1 июня)).
Чин прославления подвижника состоялся во время визита в Харьков 3-4 июля 1993 года Предстоятеля Украинской Православной Церкви Блаженнейшего Митрополита Киевского и всея Украины Владимира, в кафедральном Благовещенском соборе города.